# Церковь Донской иконы Божией Матери (Новошахтинск)
Церковь Донской иконы Божией Матери  — православный храм в городе Новошахтинск. Относится к Шахтинской и Миллеровской епархии РПЦ.
Адрес: 346900, Ростовская область, г. Новошахтинск, ул. Харьковская, д. 177.

## История
Закладка первого камня состоялась в марте 1992 года. Церковь Донской иконы Божией Матери строилась в городе Новошахтинске около 12 лет. Основные строительные работы проводились с весны 2002 года. Храм строился на средства горожан и городских организаций. В результате в городе был построен кирпичный двухъярусный храм, имеющий девять куполов и два престола. Центральный престол был освящен в честь Донской иконы Божией Матери, нижний престол освящен в честь Всех святых.
В 2003 году состоялось освящение куполов храма. Освящение проводилось правящим Владыкой, Архиепископом Ростовским и Новочеркасским Пантелеимоном. 31 августа 2004 года состоялся малый чин освящения престола нижнего храма — предел «Всех святых». Освящение провел правящий Владыка Пантелеимон.
29 мая 2014 года храму Донской иконы Божией Матери был присвоен статус Архиерейского подворья. В сентябре 2014 года Великим чином архиерейского освящения, епископом Шахтинским и Миллеровским Симоном было проведено освящение центрального престола и всего храма.
При храме работает воскресная школа для детей, библейский кружок для взрослых прихожан и Православный молодёжный клуб.
На территории Храма разрабатывается социальный проекта ЗАО Корпорации «Глория Джинс», Шахтинской епархии и храма Донской иконы Божией Матери г. Новошахтинска. Это Центр ресоциализации на 30 мест с круглосуточным пребыванием мужчин, которые попали в трудное жизненное положение.

## Престолы
Центральный престол в честь Донской иконы Божией Матери, нижний — предел в честь Всех святых.

## Священники
Настоятель Прихода храма Донской иконы Божией Матери, благочинный Приходов Новошахтинского округа, протоиерей Роман Амплеев.

## Святыни
В храме находятся святыни:
- Освящённые списки чудотворных образов Толгской и Песчанской икон Божией Матери;
- Частицы мощей святых угодников Божиих: святителя Николая, архиепископа Мир Ликийских, чудотворца;
- Частица мучеников 14000 младенцев, от Ирода в Вифлееме избиенных;
- Частица великомученника Георгия Победоносца;
- Частица блаженной Матроны Московской и многих других.